# جایزه فاماس
جایزه فاماس (تاگالوگ: FAMAS Award) با نام کامل «جایزهٔ فرهنگستان علوم و هنرهای سینمایی فیلیپین» (انگلیسی: Filipino Academy of Movie Arts and Sciences Awards) نام جایزه‌ای سینمایی است که توسط «فرهنگستان علوم و هنرهای سینمایی فیلیپین» (مشتمل بر نویسندگان و روزنامه‌نگاران برجسته و معتبر سینمایی) به برگزیدگان سینمای فیلیپین اهدا می‌شود.
این جایزه از سال ۱۹۵۲ تا ۱۹۸۲ میلادی و تا پیش از برپایی جایزه لونا (اسکار فیلیپینی) معتبرترین جایزهٔ سینمایی فیلیپین بود، اما از سال ۱۹۸۲ و با تأسیس «فرهنگستان فیلم فیلیپین» به‌دستور فردیناند مارکوس و ایجاد جایزه لونا توسط این فرهنگستان، اهمیت سابقش را از دست داد.
با این حال، این جایزه در کنار جایزه لونا و جایزه گاواد اوریان، از مهمترین جوایز سینمایی کشور فیلیپین محسوب می‌شود.